# شارون رابینسون
شارون رابینسون (انگلیسی: Sharon Robinson؛ زادهٔ ۱۹۵۸) یک موسیقی‌دان اهل ایالات متحده آمریکا است.